# Hrabstwo Bourke
Hrabstwo Bourke (ang. Bourke Shire Council) – hrabstwo w północnej części australijskiego stanu Nowa Południowa Walia, od północy sąsiadujące ze stanem Queensland. Obszar hrabstwa jest bardzo słabo zaludniony – przy powierzchni 41679 km² liczy 3095 mieszkańców (2006), co daje współczynnik gęstości zaludnienia wynoszący znacznie poniżej 0,1 osoby na km².
Jedynym większym ośrodkiem jest miasto Bourke. Inne skupiska ludzkie to Byrock, Engonia, Fords Bridge, Wanaaring i Louth.
Hrabstwo jest na tle średniej australijskiej bardzo jednorodne pod względem narodowościowym i kulturowym - na terytorium Australii urodziło się 86,4% jego mieszkańców, zaś 91,4% deklaruje angielski jako jedyny używany w ich domach. Najliczniejszą mniejszość pod względem pochodzenia stanowią Anglicy, zaś pod względem językowym użytkownicy języka mandaryńskiego. Najliczniej wyznawaną religią jest chrześcijaństwo, głównie w odmianie rzymskokatolickiej (46,1% mieszkańców hrabstwa) i anglikańskiej (22,2%). Gospodarka opiera się głównie na hodowli owiec i bydła.

## Galeria

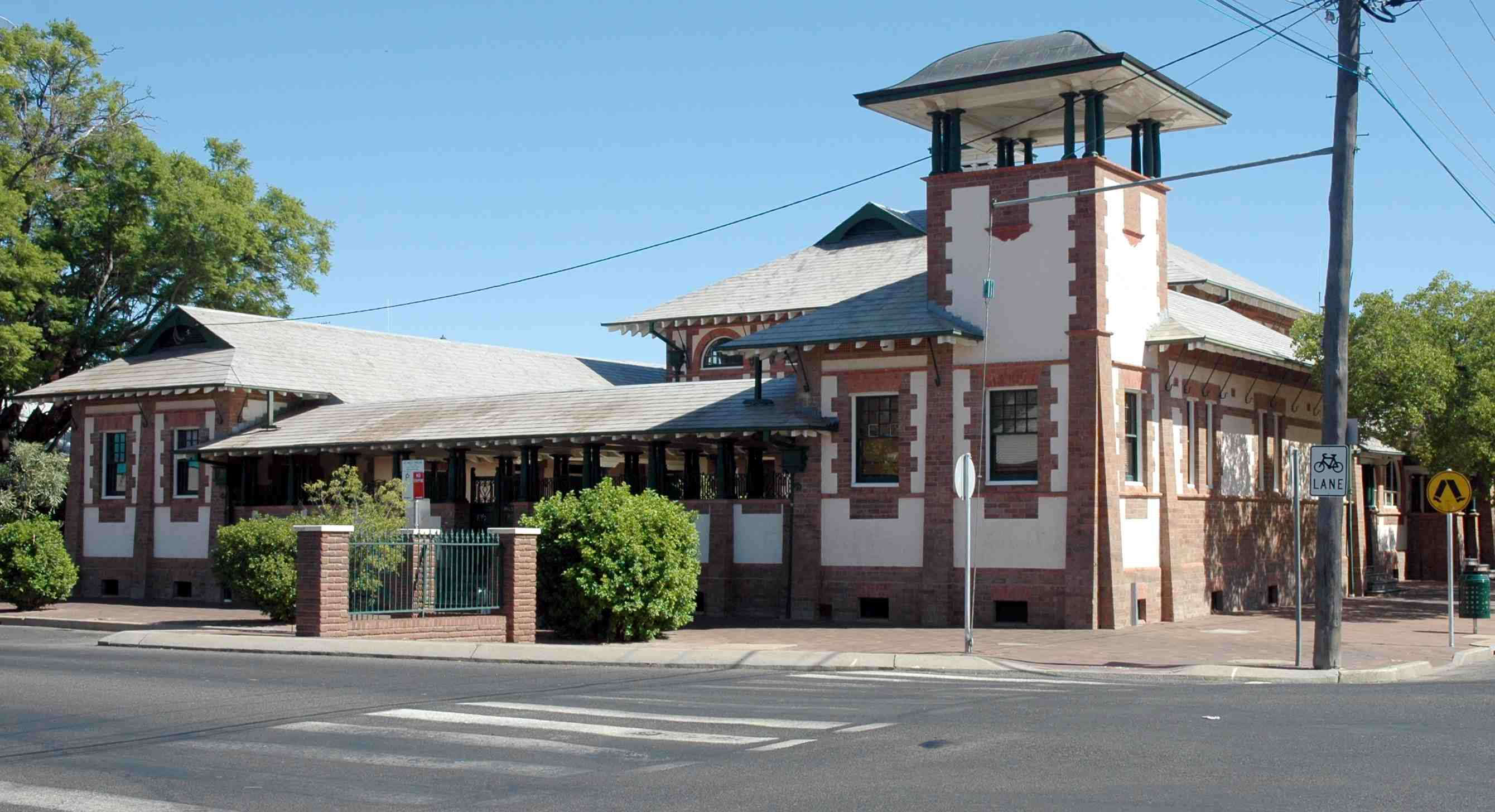
Gmach sądów w mieście Bourke
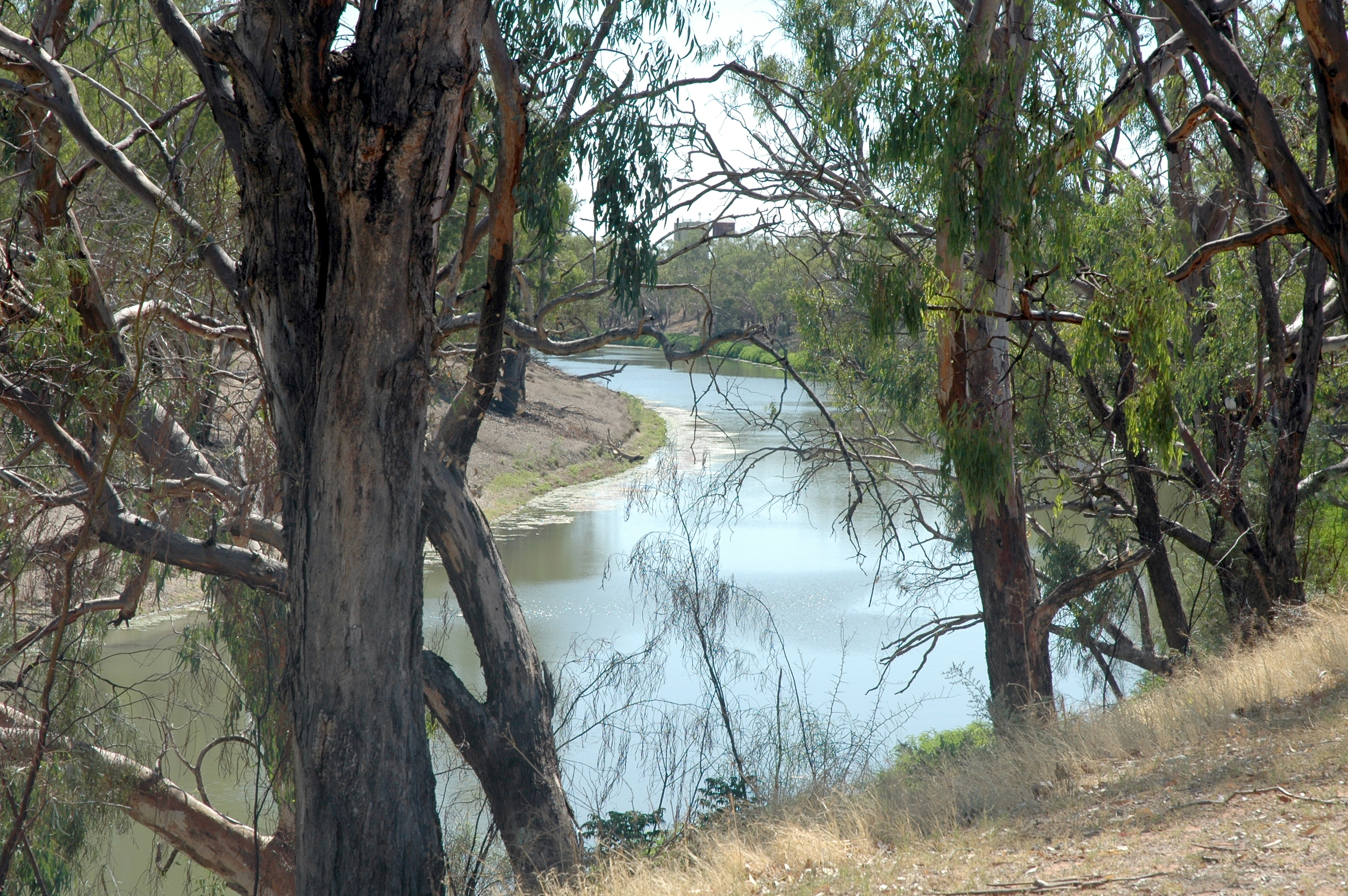
Przepływający przez hrabstwo odcinek rzeki Darling
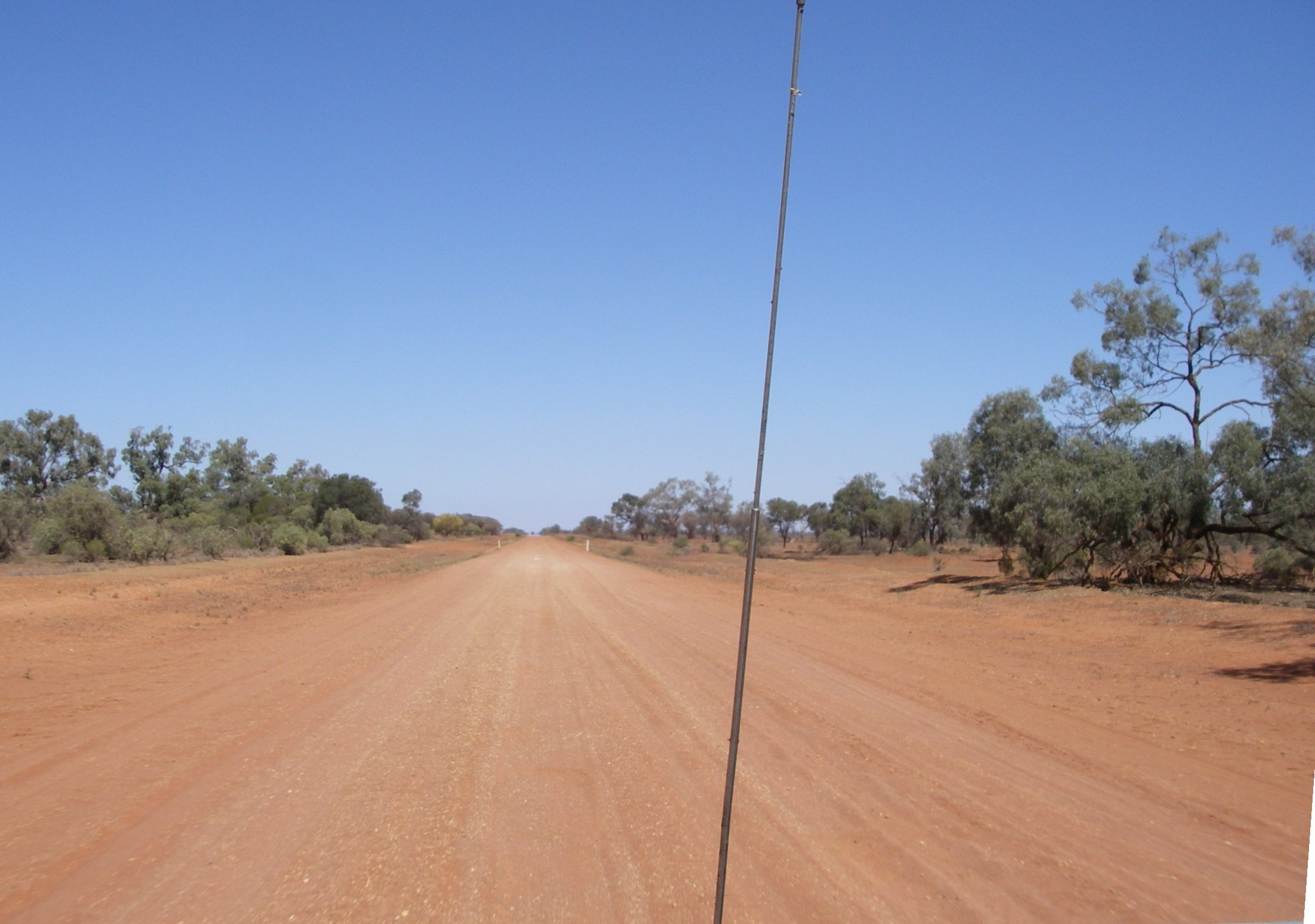
Nieutwardzona droga łącząca miasteczka Bourke i Wilcannia
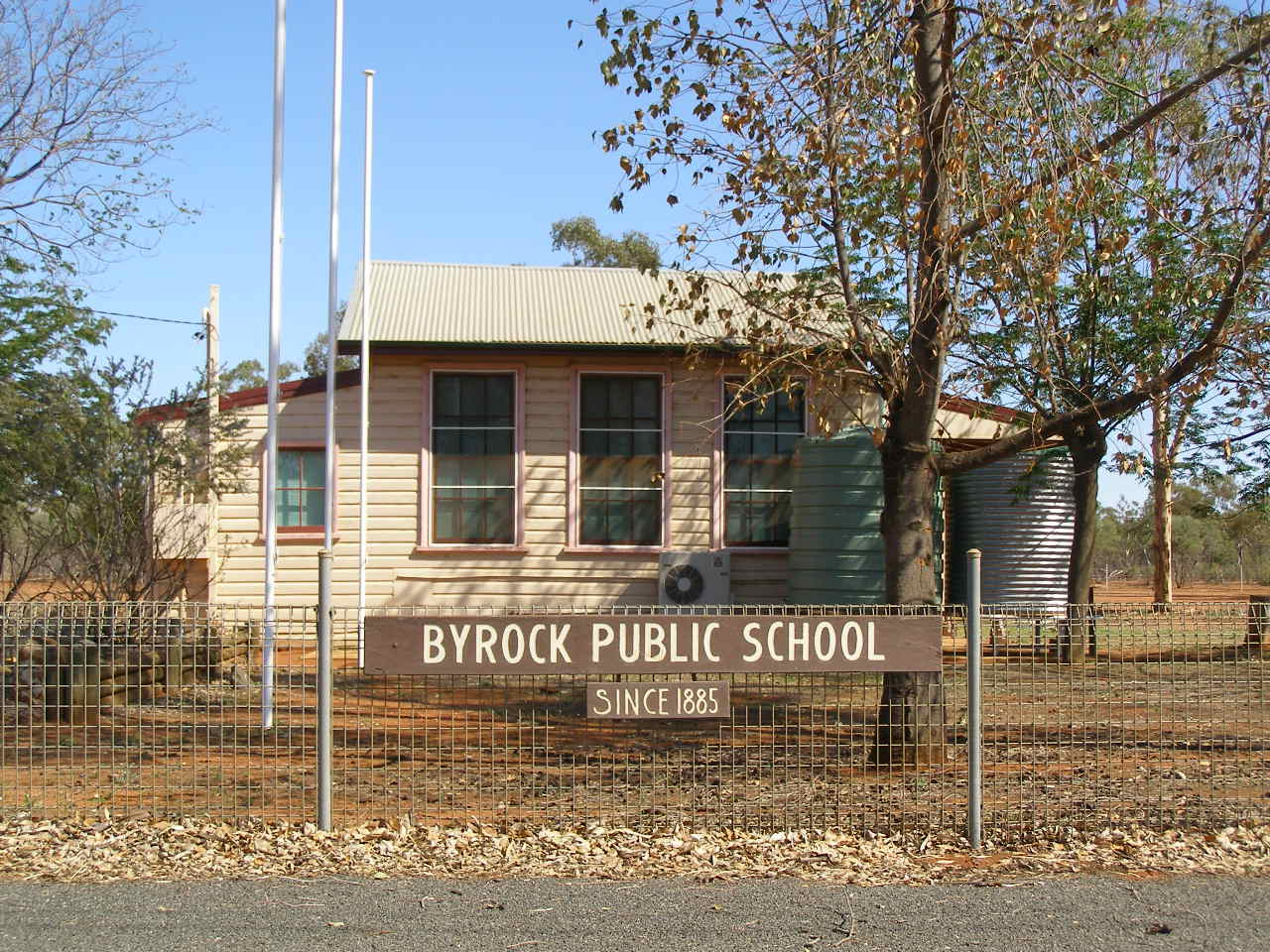
Szkoła w wiosce Byrock